# El labrador y la víbora

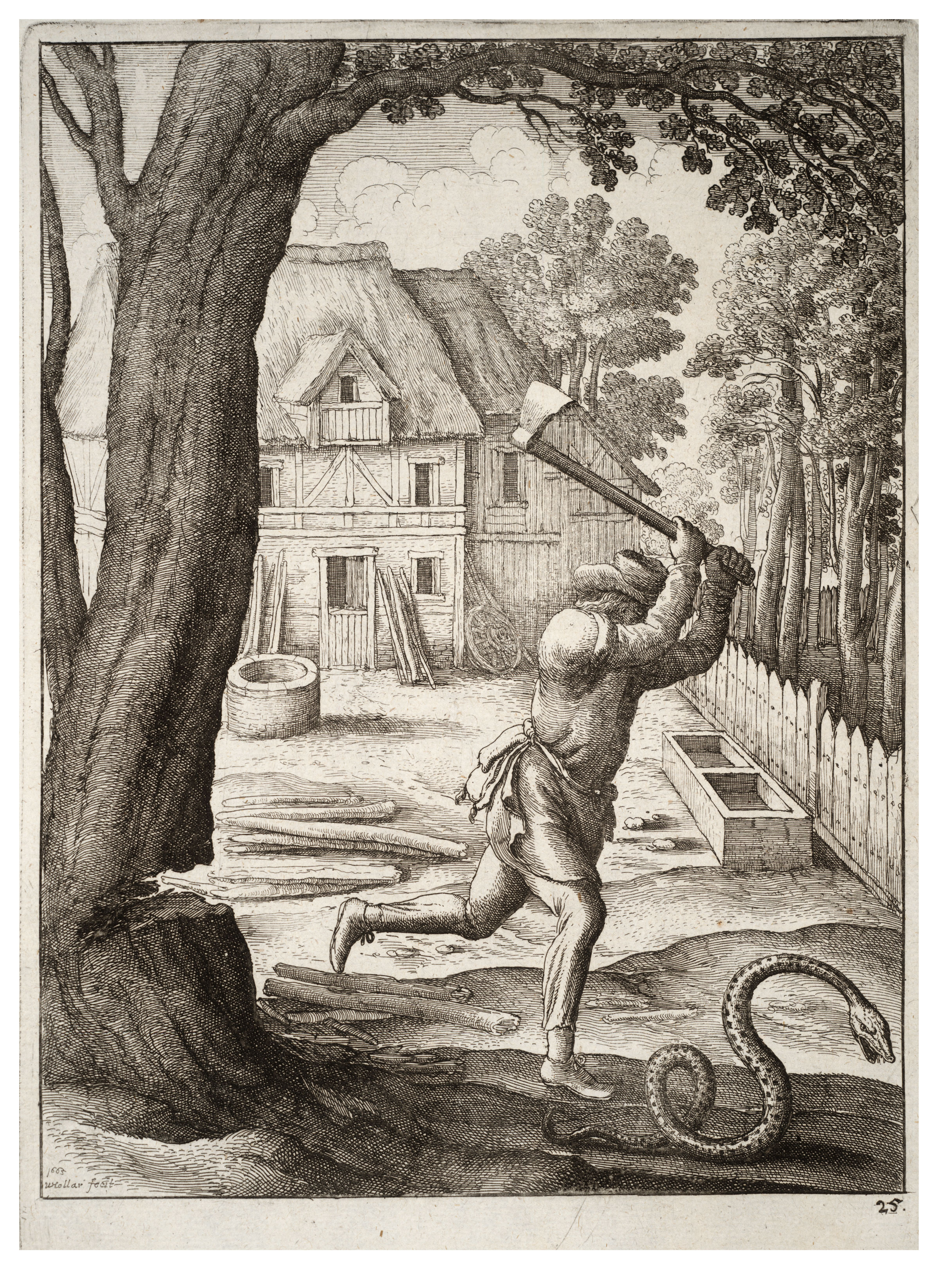
Václav Hollar: El labrador y la víbora.

El labrador y la víbora (Γεωργὸς καὶ ὄφις ὑπὸ κρύους πεπηγώς) es una fábula atribuida a Esopo y posteriormente reescrita por otros fabulistas de distintas épocas.
En ella un labrador al pasear por el bosque en invierno encuentra una víbora moribunda a causa del frío. Se apiada de ella y decide llevarla a su casa para que se reponga. La ubica junto al fuego y el hijo del labrador la adopta como mascota. Al sentirse revivir con el calor la víbora ataca y trata de morder al hijo. El labrador interviene a tiempo y mata a la alimaña.
La moraleja de la historia es que "de nada sirve hacer el bien con quienes sólo están predispuestos a devolverte el mal". Esta enseñanza se repite en otras fábulas como la de el escorpión y la rana o incluso en la Biblia: No deis lo santo a los perros, ni echéis vuestras perlas delante de los cerdos, no sea que las pisoteen, y se vuelvan y os despedacen (Mateo, 7:6).